# Артур Сливинський
Артур Слівінський (пол. Artur Śliwiński; 17 серпня 1877, Рушков, Царство Польське, Російська Імперія — 16 січня 1953, Варшава, ПНР) — польський державний і політичний діяч, історик, публіцист, сенатор в 1935—1939.

## Біографія
З 1914 був членом Польської соціалістичної партії, а до цього, ще з 1906 — її революційної фракції. У 1917 був секретарем Тимчасового уряду Королівства Польщі. Після здобуття країною незалежності займав пости віце-голови Варшавського міської ради, а також був віце-президентом Варшави в 1919—1922. Пост прем'єр-міністра займав лише протягом двох тижнів. Пізніше обіймав різні керівні посади в господарському секторі Варшави. У роки німецької окупації брав участь у діяльності деяких підпільних патріотичних організацій.